# Víctor Rangel
Víctor Rangel Ayala (Cidade do México, 11 de março de 1957) é um treinador e ex-futebolista mexicano que atuava como defensor.

## Carreira
Víctor Rangel fez parte do elenco da Seleção Mexicana de Futebol, na Copa do Mundo de  1978. 